# 薩明斯科耶湖
58°11′40″N 33°49′45″E / 58.19444°N 33.82917°E
薩明斯科耶湖（俄语：Саминское），是俄羅斯的湖泊，位於該國西北部，由諾夫哥羅德州負責管轄，面積0.8平方公里，海拔高度165米，平均水深1.5米，最大水深2.5米，集水區面積42.3平方公里。